# Clethodim
Clethodim (ISO-naam) is een chemisch bestrijdingsmiddel dat wordt gebruikt als herbicide. Het werd ontwikkeld door Chevron Research Company. Merknamen zijn onder meer Centurion en Select, beide van Arysta LifeScience.

## Werking
Clethodim behoort tot de groep van cyclohexeenoximen, net als onder meer profoxydim. Zoals profoxydim verstoort clethodim de biosynthese van plantenlipiden in grassoorten. Het is een systemisch herbicide dat hoofdzakelijk door de bladeren wordt opgenomen en ook via scheuten en wortels. Van de getroffen planten verkleuren de bladeren van groen naar geel, purper en bruin. Het wordt toegepast in de teelt van suiker- en voederbieten, aardappelen, katoenzaad, spinazie, bonen, erwten enz.

## Eigenschappen
Clethodim is een groengele viskeuze olieachtige vloeistof. Het is oplosbaar in de meeste organische oplosmiddelen; weinig oplosbaar in water (5,4 gram per liter bij pH 7). Het is commercieel verkrijgbaar als emulgeerbaar concentraat, dit is een geconcentreerde oplossing van clethodim in een petroleumsolvent (naftaleen en mesityleen) die met water tot een emulsie moet verwerkt worden. Het clethodim in commerciële producten is een mengsel van isomeren.
Clethodim is matig toxisch voor zoogdieren. Het irriteert de huid en maakt de huid overgevoelig. Het commercieel product is toxischer voor waterorganismen dan de zuivere stof.

## Regelgeving
De Europese Commissie heeft clethodim in 2011 opgenomen in de lijst van toegelaten beschermingsmiddelen. De toelating was aanvankelijk beperkt tot het gebruik als herbicide op suikerbieten. Begin 2012 is die beperking opgeheven en kan clethodim ook in andere teelten gebruikt worden.